# Supercúmulo de Vela
El Supercúmulo de Vela  (Vela SCl, VSCL) es un supercúmulo galáctico masivo a unos 870 millones de años luz (265,5 megaparsecs) de distancia dentro de las proximidades de la zona de evitación, centrado en la constelación de Vela. Es una de las estructuras más grandes encontradas en el universo y cubre aproximadamente 25 × 20 grados del cielo. Consta de dos muros: un muro principal ancho y un muro secundario que se fusiona. Las dimensiones combinadas de las paredes son 385 millones de años luz en las dimensiones principales y 300 millones de años luz en los menores, lo que corresponde a unos 115 km/s Mpc y 90 km/s Mpc respectivamente. Tiene unas 1.000 veces la masa de la Vía Láctea, lo que corresponde a una masa de 1 × 10 M. Se han identificado espectroscópicamente unos 20 cúmulos iniciales de galaxias.

## Supercúmulo
En diciembre de 2016 se dio a conocer el descubrimiento del supercúmulo por la astrónoma neerlanedesa Kraan-Korteweg y su equipo, a través de un análisis de los corrimientos al rojo de 4500 galaxias a partir de los datos combinados del sondeo 2dF Galaxy Redshift Survey que utiliza fibra óptica AAOmega del Observatorio Anglo-Australiano y el Gran Telescopio Sudafricano.
Está ubicado en una región obstruida a la vista del disco de la Vía Láctea debido a nuestra posición en la galaxia, región conocida como la zona de evitación, por lo tanto, el supercúmulo sólo puede estudiarse en longitudes de onda más largas (infrarrojos, microondas, radio) que pueden atravesar los gases y el polvo del disco de la Vía Láctea.
Está cerca del lugar hacia donde la Vía Láctea, y por tanto el Sistema solar, se está moviendo actualmente con respecto al fondo cósmico de microondas, un fenómeno conocido como flujo oscuro. Se descubrió que este movimiento era significativo en relación con el flujo normal de Hubble de las galaxias asociadas con la expansión del universo. Aunque el satélite Planck no mostró evidencia de este flujo, las propuestas para explicar este movimiento masivo incluyen la influencia del cercano Supercúmulo Shapley y el Gran Atractor en el centro del Supercúmulo Laniakea. Se estima que el Supercúmulo Vela aporta al menos 50 km/s (180,000 km/h) de este movimiento masivo.
El documento que informa sobre el descubrimiento describe el supercúmulo como Terra incognita (en latín, «tierra desconocida»), un gran continente desconocido en el universo cercano cuyo contorno apenas estamos comenzando a discernir. Se espera obtener datos adicionales sobre el supercúmulo gracias a estudios más completos en el futuro, como el Taipan Galaxy Surveys.